# Jacobus Stainer
Jacobus Stainer (Absam, 1619 – Absam, 1683) è stato un liutaio austriaco, tirolese.

## Biografia
Jakobus Stainer è stato uno dei liutai austriaci più famosi del suo tempo in Europa prima di Stradivari. Nacque intorno al 1619 ad Absam; gli antenati paterni erano originari del Sudtirolo e il padre lavorava nelle miniere di sale. La madre Barbara Pomberger e i di lei genitori, Gioacchino e Anna Posch, erano originari di Absam. La famiglia Stainer abitava ad Absam in Breitweg vicino al fabbro. Jacobus frequentò le scuole fino al 1630 imparando probabilmente il latino e conoscendo bene la lingua italiana. Fu mandato da un sacerdote ad Innsbruck, per imparare l'arte della costruzione degli organi da Daniel Hertz; non essendo portato per quel genere di lavoro, fu indirizzato verso la costruzione dei violini. In questo settore è necessaria una buona formazione tecnica, artistica e la conoscenza approfondita del disegno, dell'intaglio e dei materiali; andò a lavorare come apprendista nella falegnameria di un parente, Hanns Grafinger.
Nel 1644 si recò a Cremona per completare la sua formazione di liutaio, molto probabilmente da Nicola Amati; forse si recò anche a Venezia dove lavorò brevemente presso Vermercati. L'anno seguente fece ritorno ad Absam, aprì il suo laboratorio e il 26 novembre sposò Margarete, figlia di George Holzhammer, dalla quale ebbe otto figli. Stainer continuò a produrre straordinari strumenti per i musicisti di corte e per le orchestre del duomo di Innsbruck, Salisburgo, Monaco di Baviera, Norimberga, Bolzano, Merano, Bressanone, Venezia, Kirchdorf, Kromeriz e per la corte di Spagna. Nel 1656 raggiunse il successo e acquistò una casa, oggi conosciuta come “Casa di Jacobus Stainer”, nella quale costruì i suoi strumenti, tra i quali quello più prezioso, conservato al Tiroler Landesmuseum (Ferdinandeum) di Innsbruck.

Nel 1658 l'arciduca Ferdinando Carlo d'Austria, che aveva ordinato degli strumenti, gli conferì l'onorificenza di “Servo dell'Arciduca”, che si estinse nel 1662 con la morte dell'Arciduca; nel 1669 l'Imperatore Leopoldo I d'Asburgo lo insignì di “Servo Imperiale”. Lo stesso anno venne arrestato ad Innsbruck poiché trovato in possesso di libri sulla riforma luterana; dovette fare un atto di pentimento, anche se, dal 1670 al 1679, continuò a ricevere ordinativi, anche dalla chiesa, per Merano, Schwaz, Salisburgo, Monaco e Norimberga. Nel 1680, probabilmente a causa della persecuzione come eretico, cadde in una sindrome maniaco-depressiva e tre anni più tardi morì ad Absam.

## Gli strumenti
La produzione di Stainer può essere divisa in tre distinti periodi: il primo, inclusa la permanenza in Italia, dall'inizio fino al 1650; il secondo fino al 1667 e il terzo fino alla morte. Il primo e il terzo sono considerati i migliori, soprattutto per la qualità degli strumenti prodotti. 

I suoi disegni influenzarono la costruzione degli strumenti in Germania, parte dell'Italia e di altri paesi; viene spesso associato ai liutai cremonesi, in particolare agli Amati. Gli strumenti di Stainer sono contraddistinti da un ottimo suono, dalla tipica forma distinta dall'inarcamento superiore della cassa, dalla cura nei dettagli, con i particolari estremamente ben scolpiti, raffiguranti leoni, angeli o donne e infine un uso personale della colorazione variabile dall'ambra al rosso arancio.
Produsse poche viole, compresa una viola di bordone e una viola bastarda, e solo alcuni violoncelli che rappresentano una rarità.
Stainer ha sempre prodotto i suoi strumenti, più di 300, da solo, e non ha mai voluto  apprendisti per non creare una propria scuola e tramandare la sua attività.

## Riferimenti nella cultura di massa

### Letteratura
Nel romanzo Canone inverso di Paolo Maurensig il vero protagonista è un particolarissimo violino di Jacobus Stainer.